# Sherry Ortner
Sherry Beth Ortner, née le 19 septembre 1941 est une  anthropologue culturelle américaine. Elle est professeur distinguée en anthropologie à l'université de Californie à Los Angeles depuis 2004.

## Biographie
Ortner a grandi dans une famille juive à Newark et a fréquenté le Weequahic High School (en), tout comme Philip Roth ou encore Richie Roberts,. Elle a obtenu sa licence de lettres au Bryn Mawr College en 1962. Elle a ensuite étudié l'anthropologie à l'université de Chicago avec Clifford Geertz et a obtenu son doctorat en anthropologie en 1970 pour son travail de recherche sur les Sherpas au Népal. Elle a enseigné au Sarah Lawrence College, à l'université du Michigan, à l'université de Californie à Berkeley, à université Columbia, et à l'université de Californie à Los Angeles. Lors de ses recherches parmi les Sherpas du Népal, elle a notamment exploré les thèmes de la religion, de la politique, et de l'implication des Sherpas dans les expéditions alpines sur les sommets himalayens.  Le livre issu de ses recherches sur les Sherpas, Life and Death on Mt. Everest, a obtenu le prix J.I. Staley pour le meilleur livre d'anthropologie en 2004.
Au début des années 1990, Ortner a orienté ses recherches vers les États-Unis. Son premier projet concernait la compréhension et le fonctionnement du concept de classe sociale aux États-Unis, en utilisant les élèves de sa propre classe de terminale comme sujets ethnographiques. Son ouvrage le plus récent concerne la relation entre la culture américaine et les films d'Hollywood.  Elle publie aussi régulièrement sur l'anthropologie culturelle et sur le féminisme dans une perspective théorique et philosophique.
Sherry Ortner a été récompensée par le prix MacArthur en 1990. En 1992, elle a été élue membre de l'Académie américaine des arts et des sciences. Elle a également reçu une médaille Retzius de la Société suédoise d'anthropologie et de géographie.
Ortner a été mariée à Robert Paul, un anthropologue culturel enseignant actuellement à l'université Emory; et à Raymond C. Kelly, professeur émérite d'anthropologie à l'université du Michigan. Elle est actuellement mariée à Timothy D. Taylor, professeur en ethnomusicologie et musicologie à l'UCLA.

## Thèmes de recherche
Sherry Ortner est considérée comme une figure de l'anthropologie féministe. Elle soutient l'idée d'une asymétrie universelle (interculturelle) entre hommes et femmes ; le rôle de reproductrices des femmes les aurait situées symboliquement du côté de la nature, par opposition aux hommes, qui auraient été associés à la culture. Eleanor Leacock, autre anthropologue féministe, s'est opposée à cette thèse de l'universalité de la domination masculine en affirmant (en 1981) que la subordination des femmes était un phénomène lié à la division du travail dans les sociétés industrialisées.
Ortner est partisane de la théorie de la pratique (practice theory). Elle ne se focalise pas sur la reproduction sociétale mais se concentre plutôt sur l'idée de « jeux sérieux » (serious games), sur la résistance et la transformation au sein d'une société. Elle a établi ses idées en travaillant avec les Sherpas.

## Liste non exhaustive de ses publications
- (1974) "Is female to male as nature is to culture?" p. 67–87 in Woman, Culture, and Society, edited by M. Z. Rosaldo et L. Lamphere. Stanford, CA: Stanford University Press.
- (1978) Sherpas through their Rituals. Cambridge: Cambridge University Press.
- (1981) Sexual Meanings: The Cultural Construction of Gender and Sexuality (co-edited with Harriet Whitehead). Cambridge: Cambridge University Press.
- (1984) "Theory in Anthropology Since the Sixties." Comparative Studies in Society and History 26(1):126-166.
- (1989) High Religion: A Cultural and Political History of Sherpa Buddhism. Princeton, NJ: Princeton University Press.
- (1995) Resistance and the Problem of Ethnographic Refusal. Comparative Studies in Society and History 37(1):173-193
- (1996) Making Gender: The Politics and Erotics of Culture. Boston: Beacon Press.
- (1999) Life and Death on Mount Everest: Sherpas and Himalayan Mountaineering. Princeton, NJ: Princeton University Press.
- (1999) (ed.) The Fate of “Culture”: Geertz and Beyond. Berkeley, CA: University of California Press.
- (2003) New Jersey Dreaming: Capital, Culture, and the Class of ’58. Durham, NC: Duke University Press[2]
- (2006) Anthropology and Social Theory: Culture, Power, and the Acting Subject. Durham, NC: Duke University Press.
- (2013) Not Hollywood: Independent Film at the Twilight of the American Dream. Durham, NC: Duke University Press.